# Лівермор-Фоллс (Мен)
Лівермор-Фоллс (англ. Livermore Falls) — місто (англ. town) в США, в окрузі Андроскоґґін штату Мен. Населення — 3060 осіб (2020).

## Демографія
Згідно з переписом 2010 року, у місті мешкало 3187 осіб у 1316 домогосподарствах у складі 809 родин. Було 1534 помешкання
Расовий склад населення:
| - 96,1 % — білих - 0,3 % — корінних американців - 0,3 % — чорних або афроамериканців - 0,3 % — азіатів |

До двох чи більше рас належало 2,1 %. Частка іспаномовних становила 2,2 % від усіх жителів.
За віковим діапазоном населення розподілялося таким чином: 25,8 % — особи молодші 18 років, 59,0 % — особи у віці 18—64 років, 15,2 % — особи у віці 65 років та старші. Медіана віку мешканця становила 38,1 року. На 100 осіб жіночої статі у місті припадало 96,7 чоловіків;  на 100 жінок у віці від 18 років та старших — 93,8 чоловіків також старших 18 років.
Середній дохід на одне домашнє господарство  становив 39 793 долари США (медіана — 29 868), а середній дохід на одну сім'ю — 53 090 доларів (медіана — 49 244). Медіана доходів становила 45 511 долар для чоловіків та 24 789 доларів для жінок. За межею бідності перебувало 23,1 % осіб, у тому числі 23,1 % дітей у віці до 18 років та 13,7 % осіб у віці 65 років та старших.
Цивільне працевлаштоване населення становило 1176 осіб. Основні галузі зайнятості: освіта, охорона здоров'я та соціальна допомога — 19,5 %, виробництво — 17,4 %, роздрібна торгівля — 17,2 %.